# Хървое Хитрец
Хървое Хитрец (на хърватски: Hrvoje Hitrec) е хърватски политик, драматург, сценарист и писател, автор на произведения в жанровете юношески роман и детска литература.

## Биография и творчество
Хървое Хитрец е роден на 14 юли 1943 г. в Загреб, Хърватия. През 1967 г. завършва сравнителна литература във Философския факултет в Загреб. През 1974 г. става главен редактор на хумористичния вестник „Kerempuh“, а през 1985 г. е назначен за директор на театър „Trešnja“. През 1990 г. става първият директор на хърватското радио и телевизия, а сред това през 1991 г. за кратко е министър на информацията. От 2005 г. е председател на Хърватския културен съвет. Член е на комисията за наградата „Иван Шретер“ за най-добра нова дума на хърватски език. Член е на Дружеството на хърватските писатели.
Първият му роман „Pustinjakov pupak“ е публикуван през 1974 г. През 1976 г. е издаден първият роман „Смоговци“ от популярната едноименна поредица, която представя израстването на момичета и момчета на фона на квартал „Новоселак“ на Загреб. Поредицата се радва на голям успех в Хърватия и е екранизирана през 1982 г. в едноименния телевизионен сериал.
За произведенията си е удостоен с няколко известни хърватските литературни награди – „Ксавер Шандор Гжалски“, „Ивана Бърлич Мажуранич“ и „Григор Витез“.
Писателят е един от основателите на Хърватския демократичен съюз и на два пъти е бил член на неговото председателство. Бил е съветник към градската асамблея на Загреб и заместник-председател на първото заседание на хърватския парламент.
Хървое Хитрец живее със семейството си в Загреб.

## Произведения
- Pustinjakov pupak (1974)
- Priča o Osmanu (1977)
- Manijak: humoristični roman (1978)
- Eko Eko (1979)
- Ur (1982)
- Kratki ljudi ili smijeh na četiri kata (1984)
- Ljubavi na crnom baršunu (1987)
- U sredini mojih dana: knjiga o filmu (1988)
- Vanjkuš zagrebački (1990)
- Lijepa moja: sjećanja jednoga domoljuba (1988-1992)
- Dan kada se rodio Isus, (1993)
- Tomislav i Adriana (1993)
- Zagreb: hrvatska prijestolnica (1994)
- Zagrebačke legende (1994)
- Kanjon opasnih igara (1994)
- Pahuljica (1994)
- Hrvatska povjesnica (1995)
- Hrvatska bogorodica (1996)
- Staklena cipelica (1997)
- Velika knjiga zaborava (1998)
- Gradsko kazalište Trešnja (1999)
- Priče iz Držića (2000)
- Najljepše priče hrvatske renesanse (2002)
- Priče iz hrvatske starine (2002)
- Kolarovi (2004)
- Matko na štakama (2004)
- Humandel (2007)
- Hrvatske legende (2007)
- Što Bog dade i sreća junačka (2010)
- Asasin ili latica u nevolji (2012)
- Hrvatske kronike (2015)

### Серия „Смоговци“ (Smogovci)
1. Smogovci: romančić za nešto stariju djecu i prilično mladu omladinu (1976) 
Смоговци: Романче за малко по-големи деца и за малко по-малки юноши, изд.: ИК „Отечество“, София (1986), прев. Виктория Менкаджиева
2. Smogovci i strašni Bongo: romančić za djevojčice i dječake, njihovu stariju braću i sestre, te za nove i stare fosile (1987)
3. Zbogom, Smogovci: romančina za sve uzraste ali posebno ipak za djecu i omladinu (1989)
4. Smogovci u ratu (1994)
5. Smogovci i biće iz svemira (1996)

### Серия „Петрика Керембу“ (Petrica Kerempuh)
1. Petrica Kerempuh (1980)
2. Petrica Kerempuh i hrabri krčmar (1985)
3. Petrica Kerempuh i praznoglavci (1986)
4. Petrica Kerempuh i čarobne kuglice (1989)

### Екранизации
- 1982 Smogovci – ТВ сериал
- 1982 Nepokoreni grad – ТВ сериал, 1 епизод
- 1983 S.P.U.K. – автор
- 1988 U sredini mojih dana – автор
- 1993 Trinaest stoljeca hrvatske kulture – документален
- 1996 Basketball Mozart – документален
- 1997 Croatia: Land of 1,100 Islands & 101 Dalmatians – документален
- 1998 Kanjon opasnih igara – автор
- 1999 Bogorodica
- 2002 Alka – документален
- 2005 Snivaj, zlato moje
- 2009 Covjek ispod stola – автор
- 2016 Wasn't Afraid to Die – сценарий